# 朱知㸅
晉康王朱知㸅（？—1525年），明朝追封晉王晉靖王朱奇源的嫡第二子晉安王朱表槏的嫡第一子。他在正德十年（1515年）襲封新化王，後在嘉靖四年（1525年）去世，諡號端和。庶一子朱新㙉封新化長子。
後來朱新㙉奉敕管理新化王府事，未及袭封新化王就因晉端王朱知烊無子而嗣封晉王，朱知㸅因而被追封為晉王，諡號康。新化国除。朱新㙉有弟朱新墧。朱新㙉无嗣而死后，朱新墧的后裔袭为晋王。